# Keresztessy Ágnes
Keresztessy Ágnes Kosztáné, írói neve K. Keresztessy Ágica (Tasnád, 1890. március 17. – Tasnád, 1960. október 28.) magyar költő és újságíró.

## Életútja
Polgári iskolát végzett Budapesten (1905). Első versei 1926-ban a Szilágyságban jelentek meg, később a Pásztortűz közölte írásait. A Keleti Újság (1928–36), majd az Igazság (1945–48) tudósítója. Versein Ady-hatás érezhető. Kötete: Új hajtások (Kolozsvár, 1926; 2. kiad. 2000).